# Audignies
Audignies é uma comuna francesa na região administrativa de Altos da França, no departamento do Norte. Estende-se por uma área de 3.66 km². Em 2010 a comuna tinha 373 habitantes (densidade: 101,9 hab./km²).